# Zvoník u Matky Boží (muzikál)
Zvoník u Matky Boží či Chrám Matky Boží v Paříži (ve francouzském originále Notre-Dame de Paris) je francouzsko-kanadský muzikál, který měl premiéru 16. září 1998 v Paříži. Děj muzikálu vychází ze stejnojmenného románu francouzského spisovatele Victora Huga.

## Děj
Děj je prakticky stejný jako román Victora Huga, změna je pouze v několika bodech. Zaprvé se v muzikálu nezmiňuje příběh sestry Guduly (Esmeraldiny matky), další změna je v povaze Phoeba, který se cítí roztrhaný, rozpolcený kvůli lásce k Esmeraldě i částečně ke své snoubence Fleur-de-Lys, kdežto v knižní předloze je postava Phoeba mnohem víc zahleděná do sebe, ani jednu z žen doopravdy nemiluje a nedbá na ostatní. Jiný je i pohled na obyvatele Dvora divů, kteří jsou v muzikálu líčeni jako nevinné oběti, jsou pronásledováni, ačkoliv nikomu neškodí. Naproti tomu Hugo líčí ve své knize Dvůr divů jako domov nejpodivnějších existencí, mezi kterými není bezpečno.

## Vznik
Tři hvězdy muzikálu byly vybrány v Quebecu: Daniel Lavoie (Frollo), který v té době vydal album Les Romantiques, Bruno Pelletier (Gringoire), který v roce 1994 již účinkoval v muzikálech Starmania a La Légende de Jimmy a Luck Mervil (Clopin). A tři noví herci byli objeveni: Patrick Fiori (Phœbus), Julie Zenatti (Fleur-de-Lys) a Garou (Quasimodo). Izraelská zpěvačka Achinoam Nini přijala nabídku zpívat Esmeraldu na nahrávce k muzikálu, ale později odmítla ztvárnit Esmeraldu na jevišti, protože "nemluví tak dobře francouzsky". Tvůrci pro tuto roli objevili Hélène Ségaru.

## Hudební čísla
1. jednání
1. Ouverture - Orchestra 

2. Le Temps des cathédrales - Gringoire 

3. Les Sans-papiers - Clopin & Chorus 

4. Intervention de Frollo - Frollo & Phoebus 

5. Bohémienne - Esmeralda 

6. Esmeralda tu sais - Clopin 

7. Ces diamants-là - Fleur-de-Lys & Phoebus 

8. La Fête des fous - Gringoire & Chorus 

9. Le Pape des fous - Quasimodo 

10. La Sorcière - Frollo & Quasimodo 

11. L'Enfant trouvé - Quasimodo 

12. Les Portes de Paris - Gringoire 

13. Tentative d'enlèvement - Phoebus & Esmeralda 

14. La Cour des miracles - Clopin, Chorus & Esmeralda 

15. Le Mot Phoebus - Esmeralda & Gringoire 

16. Beau comme le soleil - Esmeralda & Fleur-de-Lys 

17. Déchiré - Phoebus 

18. Anarkia - Frollo & Gringoire 

19. À boire ! - Chorus, Frollo & Quasimodo 

20. Belle - Quasimodo, Frollo & Phoebus 

21. Ma maison, c'est ta maison - Quasimodo & Esmeralda 

22. Ave Maria païen - Esmeralda 

23. Je sens ma vie qui bascule - Frollo 

24. Tu vas me détruire - Frollo 

25. L'Ombre - Phoebus & Frollo 

26. Le Val d'amour - Gringoire, Chorus & Phoebus 

27. La Volupté - Phoebus & Esmeralda 

28. Fatalité - Gringoire, Frollo, Quasimodo, Clopin & Fleur-de-Lys
2. jednání
29. Florence - Frollo & Gringoire 

30. Les Cloches - Gringoire, Frollo, Quasimodo & sbor 

31. Où est-elle ? - Frollo, Gringoire & Clopin 

32. Les oiseaux qu'on met en cage - Esmeralda & Quasimodo 

33. Condamnés - Clopin & Chorus 

34. Le Procès - Frollo & Esmeralda 

35. La Torture - Frollo & Esmeralda 

36. Phoebus - Esmeralda 

37. Être prêtre et aimer une femme - Frollo 

38. La Monture - Fleur-de-Lys 

39. Je reviens vers toi - Phoebus 

40. Visite de Frollo à Esmeralda - Frollo & Esmeralda 

41. Un matin tu dansais - Frollo & Esmeralda 

42. Libérés - Quasimodo, Clopin, Esmeralda, Gringoire & sbor 

43. Lune - Gringoire 

44. Je te laisse un sifflet - Quasimodo & Esmeralda 

45. Dieu que le monde est injuste - Quasimodo 

46. Vivre - Esmeralda 

47. L'Attaque de Notre-Dame - Clopin, Frollo, Phoebus, Esmeralda, Gringoire & sbor 

48. Déportés - Phoebus & sbor 

49. Mon maître, mon sauveur - Quasimodo & Frollo 

50. Donnez-la moi - Quasimodo 

51. Danse mon Esmeralda - Quasimodo 

52. Danse mon Esmeralda (rappel) - Orchestr 

53. Le Temps des cathédrales (rappel) - Gringoire & Ensemble

## Původní obsazení
- Quasimodo: Garou
- Esmeralda: Hélène Ségara
- Pierre Gringoire: Bruno Pelletier
- Claudius Frollo: Daniel Lavoie
- Clopin: Luck Mervil
- Phoebus: Patrick Fiori
- Fleur-de-Lys: Julie Zenatti

## Tvůrčí tým
- Hudba: Richard Cocciante
- Texty a libreto: Luc Plamondon
- Režie: Gilles Maheu
- Choreografie: Martino Muller
- Dekorace: Christian Ratz
- Kostýmy: Fred Satha
- Světla: Alain Lortie
- Producent: Charles Talar